# Excélsior
Excélsior est un journal quotidien mexicain, fondé en 1917. Il est considéré comme un journal de référence au Mexique.

## Historique
Excélsior est fondé à Mexico en 1917, pendant la révolution mexicaine, par Rafael Alducin. Son premier numéro paraît le 18 mars. En 1932, il se transforme en coopérative.
Le journal est longtemps plutôt complaisant avec les dirigeants du pays, membres du Parti révolutionnaire institutionnel (PRI). En 1968, le journaliste Julio Scherer García, attentif à l'indépendance éditoriale du titre, est porté à la tête de la direction d'Excélsior ; le journal enquête dès lors sur la corruption et le clientélisme du gouvernement et des élites,,. C'est l'âge d'or du quotidien.
En 1976, sous l'influence du président mexicain Luis Echeverría mécontent de la ligne éditoriale du journal, des salariés conservateurs votent l'exclusion de Julio Scherer García, qui est forcé de quitter le journal avec deux cent journalistes — il fonde l'hebdomadaire Proceso. Excélsior perd son indépendance éditoriale bien que son contenu demeure de qualité ; son nouveau rédacteur-en-chef est Regino Díaz Redondo.
En proie à des difficultés financières croissantes dans les années 1990, le journal ne doit sa survie qu'aux aides de l'État, toujours dominé par le PRI. Celles-ci s'amoindrissent après l'élection de Vicente Fox en 2000 qui marque la fin du pouvoir du PRI, si bien que le quotidien est au bord de la faillite ; son directeur Regino Díaz Redondo, accusé d'avoir détourné des fonds de la coopérative, est démis de ses fonctions par les salariés,,.
En janvier 2006, la coopérative vend Excélsior, dont la survie est menacée, au groupe radiophonique Grupo Imagen,.

## Personnalités liées
- Rosamaría Roffiel (1945-), poétesse, romancière, journaliste et rédactrice mexicaine.